# Homalenotus maroccanus
Homalenotus maroccanus is een hooiwagen uit de familie Sclerosomatidae.